# Cantonul Arras-Nord
Cantonul Arras-Nord este un canton din arondismentul Arras, departamentul Pas-de-Calais, regiunea Nord-Pas-de-Calais, Franța.

## Comune
| Comune               | Populație (1999) | Cod poștal | Cod INSEE |
| -------------------- | ---------------- | ---------- | --------- |
| Arras                | 40 590 (1)       | 62000      | 62041     |
| Athies               | 930              | 62223      | 62042     |
| Saint-Laurent-Blangy | 5 578            | 62223      | 62753     |
| Saint-Nicolas        | 5 659            | 62223      | 62764     |